# فقط یک راه (فیلم ۱۹۹۳)
فقط یک راه (به هندی: Ek Hi Raasta) فیلمی محصول سال ۱۹۹۳ و به کارگردانی دیپاک بحری است. در این فیلم بازیگرانی همچون اجی دیوگن، راوینا تاندون، سعید جعفری، رضا مراد، دون ورما، کولبوشان کارباندا، موهنیش باهل، شارات ساکسنا ایفای نقش کرده‌اند.